# Philippine Lavrey
 (juin 2025).
Les informations dans cet article sont mal organisées, redondantes, ou il existe des sections bien trop longues. Structurez-le ou soumettez des propositions en page de discussion.
Avec le temps, il arrive que le contenu présent dans un article devienne désordonné. Il est souvent nécessaire de réorganiser l'article de fond en comble.
- Il faut tout d’abord répartir le contenu de l'article en plusieurs sections. Les informations doivent ensuite être exposées clairement et le plus synthétiquement possible, regroupées par sujet afin d'éviter les doublons. Quelqu'un cherchant une information précise doit pouvoir la trouver rapidement en lisant la section appropriée.
- À l'intérieur de chaque section, le texte, souvent initialement sous la forme de phrases éparses, doit être regroupé dans des paragraphes de quelques lignes, en assurant un enchaînement logique et une cohérence entre les phrases.
- Lorsque l'article ou l'une de ses sections développe trop longuement un point qui n'est pas dans le cœur du sujet traité, il convient de faire une synthèse et de transférer l'ancien contenu dans des articles plus appropriés (en cas de transfert, il faut impérativement respecter la procédure Aide:Scission).

Si vous pensez que ces points ont été résolus, vous pouvez retirer ce bandeau et améliorer le plan d'un autre article.
Philippine Lavrey, née le 3 juin 1995 et originaire du Havre (Seine-Maritime) est une chanteuse française. En 2023, elle se fait remarquer en interprétant la version française de In The Stars avec le chanteur américain Benson Boone. Le 9 février 2024 sort son album 8.
| 1. | Tomber en amour                  | 2:59 |
| 2. | Libre à deux                     | 2:58 |
| 3. | Profil droit (Home session)      | 3:01 |
| 4. | Méditerranée                     | 2:33 |
| 5. | In The Stars (avec Benson Boone) | 2:57 |
| 6. | Parle‐moi                        | 2:30 |
| 7. | Le monde                         | 2:49 |
| 8. | Pour que tu m'aimes encore       | 3:36 |